# Гоцо (регион)
Регион Гоцо (англ. Gozo Region, мальт. Reġjun Għawdex) — один из пяти регионов Мальты. В его состав входят 14 муниципалитетов, расположенные на островах Гоцо, Комино и ряде других более мелких островов. Гоцо не имеет сухопутных границ с другими регионами, наиболее близким является Северный регион.
Регион Гоцо был сформирован в 1993 году в соответствии с Законом о местных советах.